# 18634 Шампіньєль
18634 Шампіньєль (18634 Champigneulles) — астероїд головного поясу, відкритий 2 березня 1998 року.
Тіссеранів параметр щодо Юпітера — 3,332.